# Campionato Sammarinese (1989/1990)
W sezonie 1989/1990 rozegrano 5. edycję najwyższej klasy rozgrywkowej piłki nożnej w San Marino – Campionato Sammarinese. W sezonie brało udział 10 zespołów. Tytułu nie obroniła drużyna SP Domagnano. Nowym mistrzem San Marino został zespół SP La Fiorita.

## Tabela końcowa
|    | Klub                | M  | Z  | R  | P  | Br+ | Br- | Pkt | Uwagi            |
| 1  | SP La Fiorita       | 18 | 12 | 5  | 1  | 37  | 14  | 29  | Turniej finałowy |
| 2  | SP Tre Fiori        | 18 | 7  | 11 | 0  | 30  | 21  | 25  | Turniej finałowy |
| 3  | SP Domagnano        | 18 | 8  | 7  | 3  | 25  | 18  | 23  | Turniej finałowy |
| 4  | AC Libertas         | 18 | 8  | 6  | 4  | 32  | 21  | 22  | Turniej finałowy |
| 5  | SS Murata           | 18 | 7  | 6  | 5  | 30  | 24  | 20  |                  |
| 6  | SS Folgore/Falciano | 18 | 5  | 9  | 4  | 20  | 14  | 19  |                  |
| 7  | SC Faetano          | 18 | 6  | 4  | 8  | 31  | 23  | 16  |                  |
| 8  | SS Virtus           | 18 | 5  | 3  | 10 | 22  | 32  | 13  |                  |
| 9  | GS Dogana           | 18 | 2  | 3  | 13 | 23  | 44  | 7   | Spadek           |
| 10 | SP Cailungo         | 18 | 0  | 2  | 16 | 13  | 66  | 2   | Spadek           |

## Turniej finałowy

### Pierwsza runda
- FC Domagnano 2-2 (4-6) AC Libertas
- SS Montevito 0-1 SS Cosmos

### Druga runda
- FC Domagnano 1-0 SS Montevito
- AC Libertas 2-1 SS Cosmos

### Trzecia runda
- FC Domagnano 1-2 SS Cosmos
- AC Libertas 1-1 (6-4) SP Tre Fiori

### Czwarta runda
- SS Cosmos 1-1 (5-4) SP Tre Fiori
- SP La Fiorita 4-0 AC Libertas

### Półfinał
- AC Libertas 1-3 SS Cosmos

### Finał
- SP La Fiorita 1-0 SS Cosmos